# Divizia A 2002-2003
Sezonul 2002-2003 al Diviziei A a fost cea de-a 85-a ediție a Campionatului de Fotbal al României, și a 65-a de la introducerea sistemului divizionar. A început pe 17 august 2002 și s-a terminat pe 28 mai 2003. Rapid București a devenit campioană in acest sezon, pentru a 3-a oară în istoria sa.

## Stadioane
| Poli AEK Timișoara | Steaua București | FC U Craiova | Rapid București            |
| ------------------ | --- | --- | -------------------------- |
| Dan Păltinișanu    | Steaua | Ion Oblemenco | Giulești-Valentin Stănescu |
| Capacitate: 40.000 | Capacitate: 28.365 | Capacitate: 25.252 | Capacitate: 19.100         |
|                    | | |                            |
| FCM Bacău          | Farul Constanța | Dinamo București | Argeș Pitești              |
| Dumitru Sechelariu | Gheorghe Hagi | Dinamo | Nicolae Dobrin             |
| Capacitate: 17.500 | Capacitate: 15.520 | Capacitate: 15.032 | Capacitate: 15.000         |
|                    | | |                            |
| Sportul Studențesc | BucureștiArgeșAstraBacăuBrașovCeahlăulUniversitateaFarulGloriaOțelulPoli AEKUTAEchipele din București: · Dinamo · Național · Rapid · Sportul · SteauaDivizia A 2002-2003 (România) DinamoNaționalRapidSportulSteaua Locația echipelor din București. | BucureștiArgeșAstraBacăuBrașovCeahlăulUniversitateaFarulGloriaOțelulPoli AEKUTAEchipele din București: · Dinamo · Național · Rapid · Sportul · SteauaDivizia A 2002-2003 (România) DinamoNaționalRapidSportulSteaua Locația echipelor din București. | Național București         |
| Regie              | BucureștiArgeșAstraBacăuBrașovCeahlăulUniversitateaFarulGloriaOțelulPoli AEKUTAEchipele din București: · Dinamo · Național · Rapid · Sportul · SteauaDivizia A 2002-2003 (România) DinamoNaționalRapidSportulSteaua Locația echipelor din București. | BucureștiArgeșAstraBacăuBrașovCeahlăulUniversitateaFarulGloriaOțelulPoli AEKUTAEchipele din București: · Dinamo · Național · Rapid · Sportul · SteauaDivizia A 2002-2003 (România) DinamoNaționalRapidSportulSteaua Locația echipelor din București. | Cotroceni                  |
| Capacitate: 15.000 | BucureștiArgeșAstraBacăuBrașovCeahlăulUniversitateaFarulGloriaOțelulPoli AEKUTAEchipele din București: · Dinamo · Național · Rapid · Sportul · SteauaDivizia A 2002-2003 (România) DinamoNaționalRapidSportulSteaua Locația echipelor din București. | BucureștiArgeșAstraBacăuBrașovCeahlăulUniversitateaFarulGloriaOțelulPoli AEKUTAEchipele din București: · Dinamo · Național · Rapid · Sportul · SteauaDivizia A 2002-2003 (România) DinamoNaționalRapidSportulSteaua Locația echipelor din București. | Capacitate: 14.542         |
|                    | BucureștiArgeșAstraBacăuBrașovCeahlăulUniversitateaFarulGloriaOțelulPoli AEKUTAEchipele din București: · Dinamo · Național · Rapid · Sportul · SteauaDivizia A 2002-2003 (România) DinamoNaționalRapidSportulSteaua Locația echipelor din București. | BucureștiArgeșAstraBacăuBrașovCeahlăulUniversitateaFarulGloriaOțelulPoli AEKUTAEchipele din București: · Dinamo · Național · Rapid · Sportul · SteauaDivizia A 2002-2003 (România) DinamoNaționalRapidSportulSteaua Locația echipelor din București. |                            |
| Oțelul Galați      | BucureștiArgeșAstraBacăuBrașovCeahlăulUniversitateaFarulGloriaOțelulPoli AEKUTAEchipele din București: · Dinamo · Național · Rapid · Sportul · SteauaDivizia A 2002-2003 (România) DinamoNaționalRapidSportulSteaua Locația echipelor din București. | BucureștiArgeșAstraBacăuBrașovCeahlăulUniversitateaFarulGloriaOțelulPoli AEKUTAEchipele din București: · Dinamo · Național · Rapid · Sportul · SteauaDivizia A 2002-2003 (România) DinamoNaționalRapidSportulSteaua Locația echipelor din București. | Ceahlăul Piatra Neamț      |
| Oțelul             | BucureștiArgeșAstraBacăuBrașovCeahlăulUniversitateaFarulGloriaOțelulPoli AEKUTAEchipele din București: · Dinamo · Național · Rapid · Sportul · SteauaDivizia A 2002-2003 (România) DinamoNaționalRapidSportulSteaua Locația echipelor din București. | BucureștiArgeșAstraBacăuBrașovCeahlăulUniversitateaFarulGloriaOțelulPoli AEKUTAEchipele din București: · Dinamo · Național · Rapid · Sportul · SteauaDivizia A 2002-2003 (România) DinamoNaționalRapidSportulSteaua Locația echipelor din București. | Ceahlăul                   |
| Capacitate: 13.500 | BucureștiArgeșAstraBacăuBrașovCeahlăulUniversitateaFarulGloriaOțelulPoli AEKUTAEchipele din București: · Dinamo · Național · Rapid · Sportul · SteauaDivizia A 2002-2003 (România) DinamoNaționalRapidSportulSteaua Locația echipelor din București. | BucureștiArgeșAstraBacăuBrașovCeahlăulUniversitateaFarulGloriaOțelulPoli AEKUTAEchipele din București: · Dinamo · Național · Rapid · Sportul · SteauaDivizia A 2002-2003 (România) DinamoNaționalRapidSportulSteaua Locația echipelor din București. | Capacitate: 12.500         |
|                    | BucureștiArgeșAstraBacăuBrașovCeahlăulUniversitateaFarulGloriaOțelulPoli AEKUTAEchipele din București: · Dinamo · Național · Rapid · Sportul · SteauaDivizia A 2002-2003 (România) DinamoNaționalRapidSportulSteaua Locația echipelor din București. | BucureștiArgeșAstraBacăuBrașovCeahlăulUniversitateaFarulGloriaOțelulPoli AEKUTAEchipele din București: · Dinamo · Național · Rapid · Sportul · SteauaDivizia A 2002-2003 (România) DinamoNaționalRapidSportulSteaua Locația echipelor din București. |                            |
| FC Brașov          | UTA Arad | Gloria Bistrița | Astra Ploiești             |
| Silviu Ploeșteanu  | UTA | Gloria | Astra                      |
| Capacitate: 10.000 | Capacitate: 10.000 | Capacitate: 7.800 | Capacitate: 7.000          |
|                    | | |                            |

## Personal și echipamente
| Echipă                | Antrenor          | Căpitan                | Producător de echipamente | Sponsorul de pe tricou          |
| --------------------- | ----------------- | ---------------------- | ------------------------- | ------------------------------- |
| Argeș Pitești         | Ion Moldovan      | Cristian Bălașa        | Erreà                     | Pic                             |
| Astra Ploiești        | Florin Marin      | Daniel Petroesc        | Lotto                     | Petrom, InterAgro               |
| FC Brașov             | Marius Lăcătuș    | Cosmin Bodea           | Joma                      | Prescon                         |
| Ceahlăul              | Viorel Hizo       | Radu Lefter            | Ancada                    | Rifil, Romalfa                  |
| Dinamo                | Ioan Andone       | Giani Kiriță           | Lotto                     | Cosmorom                        |
| Farul                 | Marin Ion         | Cristian Șchiopu       | Erreà                     | Argus                           |
| FCU Craiova           | Sorin Cârțu       | Pavel Badea            | Erreà                     | SIF Oltenia                     |
| FCM Bacău             | Ilie Dumitrescu   | Florin Prunea          | Legea                     | Sonoma                          |
| Gloria Bistrița       | Remus Vlad        | Vasile Popa            | Umbro                     | Darimex                         |
| Național              | Walter Zenga      | Petre Marin            | Lotto                     | Astra Asigurări, LG Corporation |
| Oțelul                | Costel Orac       | Cătălin Tofan          | Lotto                     | Ispat Sidex                     |
| Politehnica Timișoara | Gheorghe Mulțescu | Florin Constantinovici | Erreà                     | ARGIROM                         |
| Rapid                 | Mircea Rednic     | Adrian Iencsi          | Erreà                     | LaDorna                         |
| Sportul Studențesc    | Cezar Zamfir      | Laurențiu Diniță       | Lotto                     | Omniasig                        |
| Steaua București      | Victor Pițurcă    | Mirel Rădoi            | Nike                      | —                               |
| UTA Arad              | Constantin Pană   | Marius Popescu         | Erreà                     | —                               |

## Clasament
| Loc | Echipă                    | Pct. | MJ | V  | E | Î  | GM | GP | DG  | Calificare sau retrogradare           |
| --- | ------------------------- | ---- | -- | -- | - | -- | -- | -- | --- | ------------------------------------- |
| 1.  | Rapid (C)                 | 63   | 30 | 20 | 3 | 7  | 59 | 25 | +34 | Liga Campionilor 2003-04 Turul II     |
| 2.  | Steaua București          | 56   | 30 | 16 | 8 | 6  | 42 | 27 | +15 | Cupa UEFA 2003-04 Runda de calificare |
| 3.  | Gloria Bistrița           | 45   | 30 | 13 | 6 | 11 | 32 | 33 | −1  | Cupa Intertoto 2003 Prima rundă       |
| 4.  | FC Brașov                 | 45   | 30 | 13 | 6 | 11 | 37 | 33 | +4  |                                       |
| 5.  | Ceahlăul                  | 44   | 30 | 12 | 8 | 10 | 43 | 33 | +10 | Cupa Intertoto 2003 Prima rundă       |
| 6.  | Dinamo                    | 44   | 30 | 13 | 5 | 12 | 49 | 46 | +3  | Cupa UEFA 2003-04 Runda de calificare |
| 7.  | FCU Craiova               | 44   | 30 | 12 | 8 | 10 | 36 | 37 | −1  |                                       |
| 8.  | Național                  | 43   | 30 | 12 | 7 | 11 | 41 | 36 | +5  |                                       |
| 9.  | Astra Ploiești            | 42   | 30 | 13 | 3 | 14 | 42 | 42 | 0   |                                       |
| 10. | Farul                     | 40   | 30 | 12 | 4 | 14 | 35 | 47 | −12 |                                       |
| 11. | Argeș Pitești             | 38   | 30 | 11 | 5 | 14 | 37 | 41 | −4  |                                       |
| 12. | FCM Bacău                 | 38   | 30 | 10 | 8 | 12 | 31 | 31 | 0   |                                       |
| 13. | Oțelul (O)                | 36   | 30 | 9  | 9 | 12 | 25 | 37 | −12 | Baraj de promovare/menținere          |
| 14. | Politehnica Timișoara (O) | 35   | 30 | 11 | 2 | 17 | 37 | 52 | −15 | Baraj de promovare/menținere          |
| 15. | Sportul Studențesc (R)    | 31   | 30 | 9  | 4 | 17 | 44 | 55 | −11 | Retrogradare în Divizia B 2003-2004   |
| 16. | UTA Arad (R)              | 30   | 30 | 8  | 6 | 16 | 37 | 52 | −15 | Retrogradare în Divizia B 2003-2004   |

1. 1 2  GLO 3-1 BRA; BRA 0-1 GLO
2. 1 2 3  CHL: 7 pct; DIN: 6 pct; UCV: 4 pct.
3. ↑  Dinamo s-a calificat în runda de calificare a Cupei UEFA datorită câștigării Cupei României.
4. 1 2  ARG 3-1 BAC; BAC 2-3 ARG

### Pozițiile pe etapă
| Etapă/ Echipă             | 1             | 2  | 3  | 4  | 5  | 6  | 7  | 8  | 9  | 10 | 11 | 12 | 13 | 14 | 15 | 16 | 17 | 18 | 19 | 20 | 21 | 22 | 23 | 24 | 25 | 26 | 27 | 28 | 29 | 30 |    |
| ------------------------- | ------------- | -- | -- | -- | -- | -- | -- | -- | -- | -- | -- | -- | -- | -- | -- | -- | -- | -- | -- | -- | -- | -- | -- | -- | -- | -- | -- | -- | -- | -- | -- |
| Etapă/ Echipă             | Argeș Pitești | 14 | 12 | 15 | 14 | 15 | 14 | 13 | 12 | 12 | 12 | 10 | 11 | 9  | 11 | 14 | 14 | 12 | 13 | 12 | 12 | 13 | 11 | 12 | 11 | 11 | 11 | 10 | 12 | 10 | 11 |
| Astra Ploiești            | 13            | 8  | 10 | 13 | 14 | 15 | 16 | 16 | 14 | 16 | 15 | 16 | 15 | 15 | 13 | 10 | 11 | 9  | 7  | 9  | 8  | 10 | 7  | 7  | 9  | 8  | 7  | 8  | 7  | 9  |    |
| Bacău                     | 15            | 14 | 13 | 12 | 11 | 13 | 15 | 15 | 16 | 15 | 14 | 13 | 11 | 12 | 9  | 9  | 7  | 6  | 6  | 8  | 10 | 12 | 10 | 10 | 10 | 10 | 12 | 11 | 12 | 12 |    |
| Brașov                    | 7             | 10 | 6  | 10 | 12 | 12 | 10 | 9  | 7  | 5  | 6  | 5  | 5  | 6  | 7  | 5  | 6  | 7  | 8  | 6  | 5  | 5  | 3  | 3  | 4  | 3  | 3  | 3  | 3  | 4  |    |
| Ceahlăul Piatra Neamț     | 16            | 7  | 9  | 9  | 9  | 10 | 9  | 7  | 10 | 10 | 12 | 15 | 12 | 13 | 10 | 12 | 10 | 8  | 11 | 11 | 9  | 6  | 6  | 6  | 6  | 9  | 9  | 9  | 8  | 5  |    |
| FC U Craiova              | 2             | 3  | 1  | 1  | 4  | 6  | 6  | 11 | 11 | 13 | 11 | 12 | 10 | 9  | 11 | 11 | 13 | 15 | 15 | 13 | 11 | 7  | 8  | 8  | 7  | 6  | 5  | 7  | 9  | 7  |    |
| Dinamo București          | 1             | 6  | 7  | 8  | 6  | 7  | 8  | 8  | 6  | 3  | 2  | 4  | 2  | 2  | 2  | 2  | 3  | 4  | 5  | 5  | 7  | 9  | 9  | 9  | 8  | 7  | 6  | 6  | 5  | 6  |    |
| Farul Constanța           | 8             | 13 | 11 | 11 | 7  | 9  | 11 | 10 | 8  | 9  | 9  | 10 | 14 | 10 | 15 | 15 | 14 | 11 | 10 | 7  | 6  | 8  | 11 | 12 | 12 | 12 | 11 | 10 | 11 | 10 |    |
| Gloria Bistrița           | 9             | 5  | 8  | 4  | 8  | 5  | 4  | 2  | 2  | 2  | 5  | 6  | 7  | 8  | 5  | 6  | 5  | 5  | 4  | 4  | 4  | 4  | 5  | 5  | 5  | 5  | 8  | 5  | 4  | 3  |    |
| Oțelul Galați             | 3             | 9  | 5  | 6  | 5  | 3  | 3  | 4  | 9  | 8  | 8  | 7  | 8  | 7  | 8  | 8  | 8  | 10 | 9  | 10 | 12 | 13 | 13 | 14 | 13 | 13 | 13 | 13 | 13 | 13 |    |
| Național București        | 5             | 2  | 3  | 5  | 3  | 2  | 2  | 3  | 3  | 4  | 3  | 2  | 3  | 3  | 4  | 4  | 2  | 2  | 2  | 3  | 3  | 3  | 4  | 4  | 3  | 4  | 4  | 4  | 6  | 8  |    |
| Rapid București           | 6             | 1  | 4  | 2  | 1  | 1  | 1  | 1  | 1  | 1  | 1  | 1  | 1  | 1  | 1  | 1  | 1  | 1  | 1  | 1  | 1  | 1  | 1  | 1  | 1  | 1  | 1  | 1  | 1  | 1  |    |
| Sportul Studențesc        | 11            | 15 | 12 | 7  | 10 | 11 | 12 | 13 | 13 | 11 | 13 | 9  | 13 | 14 | 12 | 13 | 15 | 14 | 13 | 14 | 14 | 14 | 15 | 13 | 15 | 15 | 15 | 15 | 15 | 15 |    |
| Steaua București          | 10            | 11 | 14 | 15 | 13 | 8  | 7  | 5  | 4  | 6  | 7  | 8  | 6  | 4  | 3  | 3  | 4  | 3  | 3  | 2  | 2  | 2  | 2  | 2  | 2  | 2  | 2  | 2  | 2  | 2  |    |
| Politehnica AEK Timișoara | 4             | 4  | 2  | 3  | 2  | 4  | 5  | 6  | 5  | 7  | 4  | 3  | 4  | 5  | 6  | 7  | 9  | 12 | 14 | 15 | 15 | 15 | 14 | 15 | 14 | 14 | 14 | 14 | 14 | 14 |    |
| UTA Arad                  | 12            | 16 | 16 | 16 | 16 | 16 | 14 | 14 | 15 | 14 | 16 | 14 | 16 | 16 | 16 | 16 | 16 | 16 | 16 | 16 | 16 | 16 | 16 | 16 | 16 | 16 | 16 | 16 | 16 | 16 |    |

| Câștigătorii Diviziei A, ediția 2002/2003 |
| ----------------------------------------- |
| Rapid București Al 3-lea Titlu            |

## Rezultate
| Oaspeți ► Gazde ▼                          | ARG | AST | BAC | BRA | CEA | FCU | DIN | FAR | GBI | OȚE | NAT | RAP | SPO | STE | TIM | UTA |
| ------------------------------------------ | --- | --- | --- | --- | --- | --- | --- | --- | --- | --- | --- | --- | --- | --- | --- | --- |
| Argeș Pitești                              | —   | 1–0 | 3–1 | 0–0 | 2–1 | 2–2 | 2–0 | 2–1 | 2–0 | 2–2 | 2–0 | 0–2 | 0–2 | 2–3 | 5–1 | 1–0 |
| Astra Ploiești                             | 2–1 | —   | 2–0 | 1–0 | 2–2 | 2–0 | 4–2 | 2–1 | 2–0 | 2–0 | 3–2 | 0–2 | 3–2 | 0–1 | 2–1 | 1–1 |
| Bacău                                      | 2–3 | 2–0 | —   | 4–0 | 0–0 | 2–3 | 3–1 | 1–2 | 0–0 | 0–1 | 2–2 | 2–1 | 1–0 | 0–1 | 1–0 | 1–0 |
| Brașov                                     | 2–0 | 1–1 | 0–1 | —   | 1–0 | 3–1 | 2–2 | 2–0 | 0–1 | 3–2 | 0–1 | 2–0 | 3–2 | 0–0 | 2–0 | 2–1 |
| Ceahlăul Piatra Neamț                      | 0–1 | 2–1 | 0–0 | 2–1 | —   | 3–0 | 3–2 | 0–0 | 3–0 | 4–0 | 3–1 | 1–2 | 2–2 | 1–0 | 3–2 | 6–0 |
| FC U Craiova                               | 0–0 | 3–1 | 0–0 | 2–1 | 0–0 | —   | 3–1 | 0–1 | 2–0 | 2–0 | 0–2 | 1–3 | 2–0 | 3–1 | 1–0 | 1–1 |
| Dinamo București                           | 3–0 | 0–3 | 1–1 | 1–0 | 5–0 | 1–0 | —   | 2–0 | 0–2 | 1–0 | 1–1 | 0–2 | 3–1 | 2–4 | 2–1 | 5–0 |
| Farul Constanța                            | 2–1 | 1–4 | 0–3 | 0–1 | 4–2 | 2–2 | 0–1 | —   | 0–0 | 0–1 | 0–5 | 2–1 | 1–0 | 2–1 | 3–1 | 1–0 |
| Gloria Bistrița                            | 1–0 | 2–0 | 0–0 | 3–1 | 1–0 | 4–0 | 1–0 | 1–3 | —   | 1–0 | 3–0 | 0–3 | 3–0 | 0–0 | 2–0 | 4–1 |
| Oțelul Galați                              | 2–0 | 2–1 | 1–0 | 0–2 | 0–0 | 0–1 | 2–0 | 2–2 | 1–0 | —   | 2–1 | 0–0 | 0–0 | 1–1 | 2–2 | 2–1 |
| Național București                         | 3–1 | 1–0 | 0–0 | 0–2 | 1–3 | 1–2 | 0–2 | 4–1 | 0–0 | 0–0 | —   | 1–1 | 5–1 | 0–0 | 1–0 | 2–1 |
| Rapid București                            | 1–0 | 4–1 | 2–0 | 1–1 | 1–0 | 0–2 | 3–1 | 5–1 | 3–1 | 5–2 | 2–0 | —   | 0–1 | 1–2 | 3–0 | 3–0 |
| Sportul Studențesc                         | 4–2 | 3–0 | 0–3 | 1–2 | 0–1 | 3–1 | 5–6 | 0–3 | 1–1 | 2–0 | 2–1 | 1–2 | —   | 1–2 | 3–1 | 0–0 |
| Steaua București                           | 1–0 | 1–0 | 3–0 | 1–1 | 0–0 | 0–0 | 1–1 | 1–0 | 3–0 | 1–0 | 0–2 | 2–1 | 4–3 | —   | 0–1 | 5–2 |
| Politehnica AEK Timișoara                  | 1–0 | 2–1 | 2–0 | 2–1 | 2–0 | 2–1 | 2–3 | 2–1 | 2–1 | 0–0 | 1–2 | 1–3 | 3–2 | 1–3 | —   | 3–4 |
| UTA Arad                                   | 2–2 | 2–1 | 3–1 | 3–1 | 2–1 | 1–1 | 0–0 | 0–1 | 6–0 | 3–0 | 1–2 | 0–2 | 0–2 | 2–0 | 0–1 | —   |
| Câștigă gazdele; Remiză; Câștigă oaspeții. |     |     |     |     |     |     |     |     |     |     |     |     |     |     |     |     |

## Marcatori
| Jucătorii          | Goluri | Echipă                       |
| ------------------ | ------ | ---------------------------- |
| Claudiu Răducanu   | 21     | Steaua București             |
| Ionel Dănciulescu  | 16     | Dinamo București             |
| Laurențiu Diniță   | 15     | Sportul Studențesc           |
| Cosmin Bărcăuan    | 13     | Dinamo București             |
| Sergiu Marian Radu | 12     | Național București           |
| Florin Bratu       | 11     | Rapid București              |
| Nicolae Dică       | 10     | Argeș Pitești                |
| Mugurel Buga       | 8      | FC Brașov                    |
| Mihai Guriță       | 8      | Oțelul Galați                |
| Adrian Solomon     | 7      | Ceahlăul Piatra Neamț        |
| Valentin Bădoi     | 7      | Rapid București              |
| Sandu Negrean      | 7      | Gloria Bistrița              |
| Ianis Zicu         | 7      | Farul Constanța              |
| Cristian Silvășan  | 6      | FC Politehnica AEK Timișoara |
| Daniel Niculae     | 6      | Rapid București              |
| Cătălin Cursaru    | 6      | FCM Bacău                    |
| Cristian Coroian   | 6      | Gloria Bistrița              |
| Robert Niță        | 5      | Rapid București              |
| Cristian Ciocoiu   | 5      | FCM Bacău                    |

## Echipa campioană
| Rapid București |
| --- |
| Portari: Emilian Dolha (22 / 0); Ionuț Curcă (4 / 0); Boban Savić (3 / 0); Răzvan Lucescu (1 / 0). Fundași: Cornel Buta (3/0); Nicolae Constantin (3 / 0); Adrian Iencsi (27 / 4); Vasile Maftei (29 / 3); Camille Muzinga (2 / 0); Dănuț Perjă (20 / 3); Răzvan Raț (28 / 2); Ion Voicu (19 / 1). Mijlocași: Valentin Bădoi (30 / 7); Roberto Bisconti (8 / 0); Emmanuel Godfroid (24/5); Nicolae Grigore (15 / 0); Robert Ilyes (23 / 5); Claudiu Mircea Ionescu (1 / 0); Marius Măldărășanu (14 / 2); Dorin Pandele (1 / 0); Ioan Ovidiu Sabău (16 / 1); Claudiu Saghin (1 / 0); Constantin Schumacher (10 / 1); Florin Costin Șoavă (28 / 1). Atacanti: Florin Bratu (27 / 11); Henry Makinwa (11 / 2); Daniel Niculae (28 / 6); Robert Niță (19 / 5). (aparițiile în ligă și golurile enumerate între paranteze) Manager: Mircea Rednic . |